# Jos van de Kolk
Johannes Josephus ("Jos") van de Kolk (Wanroij, 1879 - Arnhem, 1930) was een Nederlandse missionaris van het Heilig Hart in Nieuw-Guinea.

## Biografie
Van de Kolk trad in 1900 toe tot de congregatie en werd in 1908 tot priester gewijd. Twee jaar later ging hij naar Merauke in Nederlands-Nieuw-Guinea nadat daar in 1905 een nieuwe missiepost was gevestigd onder het krijgslustige en koppensnellende volk der Marind-anim, die bemand werd door slechts een handvol paters. 
Jos van de Kolk behoort tot de missiepioniers van de zuidkust van Nieuw-Guinea. Hij stichtte op ongeveer 125 kilometer ten westen van Merauke de nieuwe missiestatie Okaba, die nu een plaats is met een vliegveld, enkele christelijke kerken en een moskee voor de plaatselijke Indonesische transmigranten. 
De manier waarop de missionarissen de Marind-anim en hun samenleving wilden hervormen of 'beschaven' bestond voornamelijk uit het controleren en transformeren van de lichamen en lichamelijke praktijken, met name op die van kinderen. De belangrijkste plaatsen waar zij hun gezag konden uitoefenen waren de kostscholen en modeldorpen, speciaal opgezet om Marind kinderen en jongvolwassenen tijdelijk aan hun oorspronkelijke omgeving te onttrekken, zodat de overdracht van kennis en praktijken van de oudere generatie op de jongere generatie onderbroken werd. Van de Kolk en zijn collega's beschouwden dit als de enige mogelijke werkwijze om de kinderen te 'redden', dat wil zeggen te socialiseren op een manier die wezenlijk verschilde van de opvoedingspraktijken van hun ouders.
In 1915 werd Van de Kolk overgeplaatst naar de Kei-eilanden, waar hij een leidende functie ging vervullen. Ook werkte hij op de Tanimbar-eilanden. Hij keerde in 1922 terug naar Nederland waar hij in 1930 op eenenvijftigjarige leeftijd stierf. 
Van de Kolk behoort met collega's als de paters Vertenten, Geurtjens en Drabbe tot de generatie missionarissen die een wetenschappelijke belangstelling aan de dag legden voor het volk waaronder ze werkten. Zij publiceerden artikelen en boeken over culturele aspecten, talen en dialecten van hun gebied die hun historische en/of wetenschappelijke belang niet verloren hebben. 
Behalve een boek schreef Van de Kolk voornamelijk kleine artikelen in de Annalen van onze Lieve Vrouw van het Heilig Hart (Tilburg) en de De Java-Post, weekblad voor Nederlandsch-Indië. Samen met Petrus Vertenten schreef hij een woordenboek van de taal van de Marind-anim.

## Geschriften
- "Kerk en pastorie van Okaba', in: Annalen van onze Lieve Vrouw van het Heilig Hart 29, 1911
- 'Het verleden, het heden en de toekomst van Nederlandsch Zuid-Nieuw-Guinea', in: De Java-Post 10, 1912
- Bij de oermenschen van Nederlandsch-Zuid-Nieuw-Guinea. Tilburg, 1919
- 'Marindineesche verwantschapsbetrekkingen', in: Bijdragen tot de Taal-, Land- en Volkenkunde van Nederlandsch-Indië 82, 1926, p. 37-47
- Marindineesch Woordenboek, dl. 1. Weltevreden, 1922 (met P. Vertenten)